# Masahito Shinohara
Masahito Shinohara (japanisch 篠原 雅人 Shinohara Masahito; * 10. Mai 1961) ist ein ehemaliger japanischer Eisschnellläufer.

## Werdegang
Shinohara wurde im Jahr 1978 japanischer Juniorenmeister über 1500 m und im Jahr 1984 japanischer Meister im Großen Vierkampf. Zudem kam er bei japanischen Meisterschaften einmal auf den zweiten sowie zweimal auf den dritten Platz und startete international erstmals in der Saison 1980/81. Bei der Mehrkampfweltmeisterschaft 1983 in Oslo lief er auf den 17. Platz im Großen Vierkampf. In der Saison 1983/84 belegte er bei der Mehrkampfweltmeisterschaft 1984 in Göteborg den 26. Platz im Großen Vierkampf und bei den Olympischen Winterspielen 1984 in Sarajevo den 26. Platz über 10.000 m sowie den 24. Rang über 5000 m. In den folgenden Jahren nahm er noch bis 1987 an internationalen Wettbewerben teil und gewann bei den Winter-Asienspielen 1986 in Sapporo die Bronzemedaille über 10.000 m sowie die Goldmedaille über 5000 m.

## Erfolge

### Olympische Spiele
- 1984 Sarajevo: 24. Platz 5000 m, 26. Platz 10.000 m

### Mehrkampf-Weltmeisterschaften
- 1983 Oslo: 17. Platz Großer Vierkampf
- 1984 Göteborg: 26. Platz Großer Vierkampf

### Winter-Asienspiele
- 1986 Sapporo: 1. Platz 5000 m, 3. Platz 10.000 m

## Persönliche Bestleistungen
| Disziplin | Zeit         | Datum             | Ort       |
| --------- | ------------ | ----------------- | --------- |
| 500 m     | 38,68 s      | 16. März 1987     | Alma Ata  |
| 1000 m    | 1:18,58 min  | 9. März 1982      | Ürümqi    |
| 1500 m    | 2:00,14 min  | 16. März 1987     | Alma Ata  |
| 3000 m    | 4:09,56 min  | 11. Dezember 1980 | Matsumoto |
| 5000 m    | 7:09,95 min  | 16. März 1987     | Alma Ata  |
| 10.000 m  | 14:55,08 min | 19. März 1980     | Alma Ata  |